# Detective Conan (сезон 1)
Первый сезон аниме Detective Conan был снят режиссёром Кэндзи Кодамой на основе одноименной манги Госё Аоямы и впервые показан в 1996 году. Продюсерами выступили TMS Entertainment в сотрудничестве с Yomiuri Telecasting Corporation. В Северной Америке аниме вышло под названием Case Closed, чтобы избежать проблем с авторским правом. Сюжет истории повествует о расследованиях, проводимых детективом-старшеклассником Синъити Кудо, которого с помощью наркотика обратили в ученика начальной школы.

## История выпуска
Премьера первого сезона Detective Conan прошла с 8 января по 12 августа 1996 года на каналах Nippon Television Network System в Японии. Анимация этого сезона келевая. При переиздании на DVD и перехода к цифре это сказалось на цветопередаче и появлении артефактов. Серии с первой по двадцать восьмую были изданы на семи DVD компанией Shogakukan 22-24 февраля 2006 года. В честь 15-летнего юбилея сериала серии были доступны в Японии в виде видео по запросу. В честь 20-летнего юбилея серии первая серия была перевыпущена в формате двухчасового спешла под названием Detective Conan - Episode One: The Great Detective Turned Small (яп. 名探偵コナン エピソードONE 小さくなった名探偵 Meitantei Conan Episode "One" Chiisakunatta Meitantei, «Великий детектив Конан. Серия первая: Уменьшившийся великий детектив»). В новую версию вошли подробности того дня, когда Синъити уменьшился и стал Конаном, которые не были ранее отображены ни в манге, ни в аниме. В честь выхода 1000-й серии сериала другая «божественная легендарная серия» также была обновлена и перевыпущена. Ею стала часовая 11 серия «Дело об убийствах при „Лунной сонате“» — её обновленная версия была разделена на две части и транслировалась в виде 1000 и 1001 серий, показанных 6 и 13 марта 2021 года соответственно.
Первоначально выпуск аниме на английском планировался Fox Kids, но после новостей о лицензировании больше информации не появлялось. В итоге он был лицензирован и озвучен Funimation Entertainment. Case Closed транслировался в блоке Adult Swim сети Cartoon Network и на канадском канале YTV. В этом переводе на английский имена основных персонажей были американизированы: например, Синъити Кудо стал Джимми Кудо, Ран Мори — Рейчел Мур, её отец Когоро — Ричардом. В то же время большинство второстепенных героев сохранили свои японские имена. Многие отсылки к японской культуре были убраны, вплоть до того, что Токийская башня была переименована в «башню Тодо». Технически качество дубляжа соответствует важности персонажа в истории: Синъити/Конан и Ран звучат, как настоящие люди, тогда как второстепенные герои похожи на карикатуры, например, доктор Агаса получил фальшивый немецкий акцент. Англоязычная версия была затем выпущена на четырёх DVD с 21 февраля по 19 сентября 2006 года 22 июля 2008 года они были выпущены в виде бокс-сета и содержали первые 25 серий. 14 июля 2009 года вышел бокс-сет Viridian edition.
В 2014 году серии стали доступны для США и Канады через онлайн-сервис Crunchyroll, но были убраны оттуда в 2018 году, когда лицензия Funimation на сериал истекла. В 2020 году Crunchyroll достигла соглашения с TMS Entertainment и сообщила о добавлении в свой каталог первых 42 серий. Они стали доступны для стран Северной, Центральной и Южной Америк, Европы (кроме франко- и немецкоговорящих стран), стран СНГ и Ближнего Востока, Африки и Океании с субтитрами на английском, испанском, португальском, итальянском, русском и арабском языках.

## Музыка
В первом сезоне использует три музыкальных темы: одна начальная и две завершающие. Начальная тема Mune ga Doki Doki (яп. 胸がドキドキ Мунэ га доки доки, букв. «Моё сердце стучит») была исполнена The High-Lows. Первая завершающая тема Step by Step, исполненная Ziggy, использовалась до 26 серии. В оставшихся в конце звучала Meikyuu no Lovers (яп. 迷宮のラヴァーズ, букв. «Любители лабиринтов») в исполнении Хит. Когда первые две серии были вновь показаны на телевидении в Японии в апреле 2009 года, начальная тема была изменена на «Everlasting Luv» в исполнении Breakerz, а завершающая — на «Doing all Right» в исполнении Garnet Crow.
В новой версии 11 серии, вышедшей в качестве 1000 и 1001 серий, «Лунную сонату» Бетховена исполнила известная пианистка Айми Кобаяси.
При выпуске в США композиции были переведены и заново исполнены. В начале звучала та же Mune ga Doki Doki, но с английским текстом и получившая название First New Century (с англ. — «Первый новый век»), а в конце всех серий Step by Step с английскими словами. Обе были обработаны и исполнены Карлом Финчем

## Критика
Detective Conan не шедевр и не пытается им быть. Сериал нельзя назвать обязательным к просмотру, но он является отличным детективом. Серии представляют собой завершенные дела в стиле Агаты Кристи — «закрытая комната» с ограниченным набором подозреваемых. Сериал достаточно умный и практической в каждой серии нашлось место не только загадкам, но и экшену. Связывает их в целое драма об отношениях Синъити и Ран и сюжет о поиске лекарства для Конана.
В этом сезоне представлен Синъити, который изначально излишне идеальный персонаж — умный, спортивный, привлекательный и популярный — и происшедшее превращение в Конана наносит урон его самолюбию. А вот второстепенные персонажи и подозреваемые обычно являются воплощениями стереотипов, которые могут быть как занимательными, так и раздражающими. Когда серии отходят от обычной формулы в «Убийстве на встрече выпускников Когоро», раскрывается серьёзная сторона характера Когоро, который не смог бы столько лет проработать частным сыщиком, если бы действительно был ни на что не способен.
Рисунок в сериале несколько нестартен для аниме и довольно уникален, но к нему быстро привыкаешь, и он добавляет свое собственное очарование. Будучи произведенным в середине 1990-х сезон отражает производственные особенности периода — ограничение по кадрам и множество неподвижных планов.

## Список серий
| 1 | Убийство на американских горках «Дзэтто ко:сута: сацудзин дзикэн» (ジェットコースター殺人事件)                                  | 1 (1 том)        | 8 января 1996   |
| Детектив-старшеклассник Синъити Кудо со своей подругой детства Ран Мори становятся свидетелями убийства в ходе своего визита в парк развлечений: мужчина был обезглавлен во время поездки на американских горках. Синъити выясняет, что он был убит своей бывшей девушкой Хитоми. Она обернула своё ожерелье на проволоке вокруг его шеи и зацепила его за рельсы с помощью крюка. Хитоми объяснила, что причиной преступления стало то, что он её бросил. После помощи полиции с этим убийством, Синъити отправляется вслед за двумя подозрительными мужчинами в чёрном. Он видит, как они участвуют в какой-то сделке, но в это время неизвестный подкрадывается сзади и бьёт его по голове. Чтобы избавиться от юного детектива, ему дают странное лекарство, и Синъити теряет сознание. В честь 20-летия франшизы серия была перевыпущена с дополнительными материалами, не входившими ни в мангу, ни в аниме, в виде двухчасового спешла Detective Conan - Episode One: The Great Detective Turned Small (яп. 名探偵コナン エピソードONE 小さくなった名探偵 Meitantei Conan Episode "One" Chiisakunatta Meitantei, «Великий детектив Конан. Серия первая: Уменьшившийся великий детектив»). | |                  |                 |
| 2 | Похищение дочери президента компании «Сятё: рэйдзё: ю:кай дзикэн» (社長令嬢誘拐事件)                                            | 2-5 (1 том)      | 15 января 1996  |
| Синъити приходит в себя от голосов обнаруживших его сотрудников полиции и осознаёт, что его тело уменьшилось до размеров ученика начальной школы. Вместе со своим другом профессором Агасой он решает скрыть, что остался в живых. Когда в поисках Синъити приходит Ран, он поспешно надевает очки и придумывает новое имя - Конан Эдогава. По предложению Агасы, Ран берёт Конана жить с ней, так что у Конана будет шанс узнать что-нибудь о неизвестных людях через её отца - частного детектива Когоро Мори. Той ночью Когоро получает заказ на поиски похищенной девочки Акико. Конан пытается помочь, но ему постоянно говорят, чтобы не лез в дела взрослых. Ему всё же удаётся подсказать Когоро, что «похитил» Акико дворецкий семьи Асо-сан. Но тут раздаётся телефонный звонок, и выясняется, что Акико была вновь похищена. С помощью подсказок из звонка Конан вновь её находит. Преступник арестован. Девочка говорит, что подстроила первое похищение, чтобы привлечь внимание своего вечно работающего отца. На радостях от закрытого дела Когоро разрешает Конану остаться жить с ним и Ран. | |                  |                 |
| 3 | Убийство в запертой комнате знаменитости «Айдору миссицу сацудзин дзикэн» (アイドル密室殺人事件)                                | 6-9 (1 том)      | 22 января 1996  |
| Три дня спустя Конан в первый раз вновь идёт в школу. Трое его одноклассников — Аюми Ёсида, Мицухико Цубурая и Гэнта Кодзима — выслеживают его по пути домой, желая подружиться, и оказываются втянуты в новое расследование. К Когоро Мори обращается его любимый идол Ёко Окино из-за подозрений, что её преследуют. Вместе с Ран и Конаном они отправляются домой к Ёко, где обнаруживают труп мужчины. Под подозрение попадает сама певица, её менеджер и её соперница. Осознав, как всё случилось, Конан вырубает Когоро с помощью пепельницы и использует свой новый гаджет - меняющий голос галстук-бабочку — чтобы рассказать всем об этом от имени Когоро. Мужчина был бывшим парнем Ёко и покончил с собой с помощью ножа, воткнутого в блок льда, считая, что она отвергла его. | |                  |                 |
| 4 | Зашифрованная карта города «Дай токай айго: маппу дзикэн» (大都会暗号マップ事件)                                                | 36-39 (4 том)    | 29 января 1996  |
| Конан и трое его новых друзей-одноклассников находят на улице листок со странными символами и словом oro, который дети принимают за карту сокровищ. Попытки разгадать этот код поначалу приводит к неудачам. Но в итоге Конан узнает что, итал. oro — «золото» и сопоставляет это с новостями об итальянских грабителях банков. Он выясняет, что символы на листке — неоновые вывески и, идя по эти вывескам, находит украденное золото. Но бандиты уже давно следили за детьми, и только быстро придуманный план позволяет Конану и его друзьям остаться в живых. | |                  |                 |
| 5 | Взрыв в скоростном поезде «Синкансэн дай бакуха дзикэн» (新幹線大爆破事件)                                                      | 33-35 (4 том)    | 5 февраля 1996  |
| Мори берёт с собой в поездку в Киото не только Ран и Конана, но и трёх его новых друзей. В поезде Конан видит подозрительных людей в чёрном и использует новый гаджет — «жучок». Хотя он замечает, что это не те, кто он думал, он всё равно случайно подслушивает подозрительный разговор и узнаёт, что на борту есть дипломат с бомбой. Ему удаётся сузить круг возможных владельцев до четырёх человек. Одна из них случайно оговаривается, что видела в окно Фудзи, но с её стороны поезда гора не видна, так что она должна была покидать своё место, например, для встречи с теми подозрительными людьми. В положенное время она набирает номер на телефоне и активирует бомбу. Конан в последний момент «зафутболивает» её дипломат из поезда с помощью другого нового устройства — усиливающих силу ударов ногами ботинков, так что бомба взрывается, никого не задев. | |                  |                 |
| 6 | Убийство на Валентинов день «Барэнтаин сацудзин дзикэн» (バレンタイン殺人事件)                                                  | —                | 12 февраля 1996 |
| Ран вместе с Соноко приглашена на вечеринку в честь дня Святого Валентина в доме Кацухико Минагавы. Конан, приревновав Ран, решает присоединиться к девушкам. Кроме них, в вечеринке принимают товарищи Кацухико по теннисной команде. Его мачеха подаёт компании закуски, а также кофе и сладости. В ходе праздника Кацухико оказывается отравлен, на первый взгляд, подаренным ему шоколадом, так как всё остальное все ели вместе. Конан решает это дело и с помощью нового гаджета в своей коллекции — наручных часов с транквилизатором — погружает прибывшего в беспокойстве за Ран Когоро в сон. От имени детектива Конан раскрывает, что кофе был отравлен, но никто другой не пострадал, так как все остальные съели антидот в прилагающихся сладостях. Мачеха Кацухико хотела убить его, чтобы получить страховку и оплатить долги мужа. | |                  |                 |
| 7 | Ежемесячные подарки с угрозами «Цукити пурэдзэнто кё:хаку дзикэн» (月ちプレゼント脅迫事件)                                      | 26-29 (3 том)    | 19 февраля 1996 |
| К Когоро обращается хирург Масаюки Огава. Каждый месяц некто посылает ему в подарок детские игрушки и деньги. Конан предлагает проверить его историю пациентов. Ран, проследив за ходом рассуждений Конана, начинает подозревать, что он Синъити Кудо. В видеоигре Конан обнаруживает имя «Томоя Огино» — имя мальчика, погибшего три года назад из-за запущенного аппендицита. Он подозревает, что отец Томои может охотиться за жизнью Юты Огавы, сына их клиента. В последний момент они успевают его остановить. Конану удаётся сбить Ран с толку, попросив профессора Агасу позвонить и пообщаться с ней голосом Синъити, пока Конан находится в той же комнате, что и девушка. | |                  |                 |
| 8 | Убийство владельца художественной галереи «Бидзюцукан о:на: сацудзин дзикэн» (美術館オーナー殺人事件)                           | 30-32 (4 том)    | 26 февраля 1996 |
| Ран убеждает Конана и Когоро вместе с ней отправиться в местную художественную галерею. По слухам, ночью в ней оживают доспехи и сами бродят по залам. Там они встречают нового владельца галереи — Манаку, планирующего закрыть её и открыть на её месте казино. Но чуть позже они обнаруживают его убитым и пришпиленным к стене рыцарским мечом — сцена, повторяющая находящуюся в том же зале картину. Убийство Манаки оказывается записано на камеру службы безопасности, где прибывшая полиция видит, как его убивает кто-то, одетый в доспехи. В том же видео видно, как Манака пишет что-то на клочке бумаги, и когда эту записку находят, она указывает на предполагаемого убийцу — Куботу, одного из сотрудников музея. Но Конан подозревает, что его подставили, и даёт подсказки Когоро, по которым тот понимает, что настоящий убийца — Отиай, куратор музея. Он заранее подготовил записку с именем Куботы, а в ручке, которой «писал» Манака на видео, не было чернил. Отиай признаётся в содеянном, говоря, что хотел защитить галерею, а Куботу хотел подставить из-за того, что тот незаконно продавал картины. Музей решают в итоге не закрывать из-за общественной поддержки. | |                  |                 |
| 9 | Убийство в фестивальную ночь Тэнкаити «Тэнкаити ёмацури сацудзин дзикэн» (天下一夜祭殺人事件)                                   | 59-61 (6-7 тома) | 4 марта 1996    |
| Сасай Норикадзу убивает своего бывшего партнёра — известного писателя Сатору Иматакэ. Создавая себе алиби, он сталкивается на фестивале Тэнкаити с Когоро, Ран и Конаном и просит их сделать несколько снимков. Тут его и находит инспектор Ёкомидзо, сообщающий об убийстве Иматакэ. После осмотра места преступления Конан уверен, что именно Норикадзу — убийца, но у него оказывается железное алиби — фото с проявленной одноразовой мыльницы, что он присутствовал на фестивале во время убийства — на это указывают иероглифы за его спиной, ведь в ходе фестиваля Тэнкаити три иероглифа: «тэн» «ка» и «ити» загораются на соседних горах с заданным промежутком времени, что позволяет наверняка определить время снимка. Конану всё же удается найти расхождение, и, усыпив Когоро, он от его имени указывает на различие между фотографиями — отсутствие загара на месте ремешка от наручных часов на некоторых из них. Таким образом выясняется, что часть фотографий была сделана ещё в прошлом году. Норикадзу сознаётся в убийстве из мести: когда-то они вместе написали книгу под общим псевдонимом, но награду за неё получил только Иматакэ, более того, когда позже Норикадзу получил шанс всё же быть напечатанным, в последний момент его работу сняли из-за нового произведения Иматакэ. | |                  |                 |
| 10 | Шантаж профессионального футболиста «Пуро сакка: сэнсю кё:хаку дзикэн» (プロサッカー選手脅迫事件)                               | 68-71 (7-8 тома) | 11 марта 1996   |
| В детективное агентство Мори приходит Рёко Акаги, разыскивающая своего парня — Синъити Кудо. Но Конан видит её впервые и понятия не имеет, кто она такая. Вместе с Ран он отправляется к ней домой и, когда Рёко включает футбольный матч по телевизору, в котором нападающий Хидэо Акаги умудряется не попасть в ворота, кажись, в самых простых ситуациях, Конан начинает догадываться, что произошло. Мамору Акаги, младший брат Хидэо, был похищен. В качестве «выкупа» похититель требует, чтобы Хидэо намеренно проиграл матч. С помощью оставленной Мамору записки и видеоигры Конан выясняет, что похитителем стал друг и соперник Хидэо — Наоки Уэмура, пропустивший матч из-за травмы. Он сделал это, считая, что эту травму Хидэо подстроил специально, завидуя таланту Наоки, но понимает, что ошибся, когда после матча Хидэо высказывает пожелание, чтобы Наоки быстрее поправлялся, ведь вместе они бы забили в два раза больше голов. | |                  |                 |
| 11 | Убийства под фортепианную «Лунную» сонату «Пиано соната "гэкко:" сацудзин дзикэн» (ピアノソナタ「月光」殺人事件)                | 62-67 (7 том)    | 8 апреля 1996   |
| Когоро получает странное письмо от некоего Кэйдзи Асо. В письме говорится, что в следующее полнолуние кто-то ещё исчезнет с острова Цукикагэ. Прибыв на остров с Ран и Конаном и начав расследовать это дело, Когоро узнает, что автор письма мёртв уже в течение 10 лет. После этого мэр острова и его наиболее вероятный преемник Хидэо Кавасима оказываются найдены мёртвыми. Во время обоих убийств звучали части «Лунной сонаты», той же мелодии, что звучала во время гибели Кэйдзи Асо. Их предполагаемый убийца Кэн Нисимото тоже был найден повешенным. В оставленных на местах преступления нотах Конан находит шифр и разгадывает его. Погрузив Когоро в сон, он доказывает, что время убийства во всех трёх случаях было подделано, чтобы у убийцы — доктора Наруми Асай — было алиби. На деле Наруми оказывает не девушкой-доктором, а переодетым сыном Кэйдзи Асо — Сэйдзи. Трое убитых и бывший мэр использовали концерты пианиста Кэйдзи Асо, чтобы ввозить в страну наркотики. Когда Кэйдзи захотел покончить с этим, остальные убили его и его семью. Пока Конан от имени Когоро рассказывал обо всём, Кэйдзи поджигает здание общественного центра. И хотя Конан пытается убедить его сдаться, Кэйдзи выталкивает Конана из окна, а сам погибает в пламени, как и его отец, играя «Лунную сонату» Бетховена. Эта серия примечательна тем, что именно в ней Конан решает для себя, что не позволит погибнуть даже преступникам. Она была названа создателями «легендарной божественной серией» и переделана в виде двухсерийного выпуска к выходу 1000 серии сериала. Новая версия истории транслировалась в виде 1000 и 1001 серий. | |                  |                 |
| 12 | Похищение Аюми «Аюми-тян ю:кай дзикэн» (歩美ちゃん誘拐事件)                                                                     | 82-83 (9 том)    | 15 апреля 1996  |
| В районе происходят похищения детей. Когда «Молодые детективы» играют в прятки, Аюми прячется в багажник автомобиля и засыпает. Когда она просыпается, машина уже едет. Сидя в багажнике, она слышит разговор людей и находит отрубленную детскую голову, так что решает, что случайно стала жертвой похитителей детей. Конан вместе со своими друзьями бросается в погоню за машиной на сделанном профессором скейтборде с турбодвигателем. Когда они наконец догоняют их, выясняется, что владельцы машины — актёры, репетировавшие детективную постановку. Так как одного из них дети вырубили, считая похитителем, им приходится занять его место и сыграть в постановке роль как похитителя, так и похищенной девочки. | |                  |                 |
| 13 | Загадочное убийство и преследование «Kimyō na Hito Sagashi Satsujin Jiken» (奇妙な人捜し殺人事件)                               | 13-16 (2 том)    | 22 апреля 1996  |
| Девушка, представившаяся как Масами Хирота, обращается за помощью к детективу Когоро, чтобы найти своего пропавшего отца Кэндзо. Однако на следующий день после счастливого воссоединения «отец» найден убитым в своей квартире. Другой детектив выходит на Когоро и рассказывает, что его также нанял «родственник» Кэндзо для его поиска. Конан выясняет, что вся «семья» — на деле банда грабителей банка. Он выслеживает Масами с помощью датчика, который случайно прикрепил на нее. Главарь банды как раз намеревался убить последнего живого сообщника — Акэми Мияно — именно так на деле зовут Масами, и Конан в последний момент спасает её жизнь. | |                  |                 |
| 14 | Дело о сообщении снайпера «Надзо но мэссэ:дзи согэки дзикэн» (謎のメッセージ狙撃事件)                                           | —                | 29 апреля 1996  |
| Играя с «Молодыми детективами», Конан замечает людей, принуждающих незнакомого парня стрелять по движущимся объектам на реке. Когда он вызывает полицию и вместе с ней прибывает к месту стрельба, там находят только зашифрованное послание, написанное на карманном калькуляторе. Конан считает, что неизвестные планируют убить кого-то на дороге, напоминающей изгиб реки, где они стреляли. Отпечатки на калькуляторе указывают на находящегося в отпуске полицейского, которого не могут найти вместе с его женой. Хотя подходящую дорогу удаётся найти, никто там не появляется. Играя с калькулятором, Конан переворачивает его и читает истинное послание: дату и время, а также название поезда, который станет целью. С помощью полицейского вертолёта Мэгуро и Конан успевают к поезду, а меткий пинок по шлему позволяет выбить у похитителей из рук оружие. | |                  |                 |
| 15 | Убийство и пропавший труп «Киэта ситай сацудзи дзикэн» (消えた死体殺人事件)                                                     | 56-58 (6 том)    | 13 мая 1996     |
| Помогая однокласснику найти его кота, «Молодые детективы» забираются к чужому дому и через окно видят труп в ванной. Дети сообщают об инциденте в полицию. Но когда приезжают полицейские, то они не находят тела, а проживающие в доме братья будто бы не знают о произошедшем — Кадзуёси Танака смотрит наверху телевизор, а его младший брат Томофуми только вернулся домой и позволил полиции всё осмотреть. Способа спрятать или вынести тела также не нашлось. Мэгурэ отчитывает детей и уезжает. Конан решает вернуться вечером и проверить свою теорию о том, куда же делся труп — он играл роль старшего брата и должен был выглядеть, как если бы Кадзуёси заснул перед телевизором, а запись на автоответчике с его криком должна была убедить полицию, что он ещё жив. Томофуми ловит Конана и признается, что убил брата, так как тот бездельничал и шантажировал его из-за незаконных сделок, которые Томофуми когда-то провернул. Признание через радиозначок Конана транслировалось остальным юным детективам, а от них по телефону — инспектору Мэгурэ. | |                  |                 |
| 16 | Убийство коллекционера древностей «Котто:хин корэкута: сацудзин дзикэн» (骨董品コレクター殺人事件)                              | 52-55 (6 том)    | 20 мая 1996     |
| Коллекционер Дэндзиро Мару нанимает Когоро следить за своей женой Инэко. Во время встречи с детективом Дэндзиро отвлекается на неизвестного гостя и так и не возвращается к Когоро. Горничная обнаруживает хозяина мёртвым и пришпиленным к стене катаной, а всю комнату в разрезах. Улики указывают на людей, с кем у Дэндзиро была назначена встреча в этот вечер: любовника его жены доктора Икуя Хатано, мастера иай Юдзи Суву и задолжавшего скульптора Макото Акуцу. Конан замечает, что царапины на комоде не сходятся. С помощью Когоро он подсказывает полиции переставить ящики, что позволяет прочесть сложенное царапинами имя Сувы. Юдзи признается в убийстве, объясняя, что мотивом стала продажа Дэндзирой семейной реликвии, которую Сува был вынужден заложить. | |                  |                 |
| 17 | Ограбление магазина «Дэпа:то дзяцуку дзикэн» (デパートジャツク事件)                                                             | —                | 27 мая 1996     |
| «Молодые детективы» оказываются заперты в торговом центре после его закрытия из-за того, что вернулись за забытым Гэнтой автографом Яйбы. К несчастью, банда грабителей решила именно этой ночью ограбить ювелирный отдел. Попытки позвать на помощь проваливаются, а вскоре грабители замечают, что они не одни в здании. Пытаясь одновременно и найти способ вызвать полицию, и спастись от преступников, юные герои проявляют свою сообразительность, устраивая грабителям ловушки в стиле «Один дома». На следующий день детей награждают за храбрость и поимку воров. Хотя серия является условно филлерной, она оказывается важной в развитии «Молодых детективов», повышая доверие полиции к ним. | |                  |                 |
| 18 | Убийство невесты «Рокугацу но ханаёмэ сацудзин дзикэн» (6月の花嫁殺人事件)                                                      | 78-80 (8 том)    | 3 июня 1996     |
| Соноко, Ран и Синъити приглашены на свадьбу своей бывшей классной руководительницы Саюри Мацумото, но невеста оказывается отравлена с помощью её любимого лимонного чая. На снятое Соноко видео попадает несколько подозреваемых, включая отца невесты шефа полиции Киёнагу Мацумото и жениха Тосихико Такасуги. Узнав, что на банке не хватало отпечатков пальцев, Конан догадывается, кто виновен, и усыпив Соноко, от её имени раскрывает дело. В своё время Киёнага оказался непреднамеренным виновником смерти матери Такасуги, так что он хотел отомстить, убив его дочь. Впрочем, Саюри всё знала, включая то, что чай был отравлен. Врачам удаётся её спасти, и три года спустя она выходит замуж за вышедшего из тюрьмы Тосихико. | |                  |                 |
| 19 | Убийство в лифте «Эрэбэ:та: сацудзин дзикэн» (エレベーター殺人事件)                                                             | —                | 10 июня 1996    |
| Известный дизайнер Эйко Асия приглашает Ран поработать у неё моделью. Когда Эйко, Ран и сопровождающие её Когоро и Конан поднимаются наверх в одном лифте, рядом с другим убивают секретаршу Мику Танигути. Конан уверен, что убийца Асия, но она была на 15-м этаже, когда Мика - на 8-м. Он усыпляет Когоро, чтобы объяснить, как же всё-таки у неё это получилось: Эйко вызвала Мику на 15-й этаж и убила её там, а затем усадила в лифт так, чтобы при открытии дверей она выпала, и отправила лифт на 8-й этаж. Решающий уликой стали окровавленные перчатки, от которых у Эйко не было возможности избавиться. Асия убила Мику из-за того, что та выкрала её дизайны и продала их конкурентам. | |                  |                 |
| 20 | Убийство в доме с привидениями «Ю:рэйясики сацудзин дзикэн» (幽霊屋敷殺人事件)                                                  | 17-19 (2 том)    | 17 июня 1996    |
| «Молодые детективы» решают изучить заброшенный дом, в котором пять лет назад произошло убийство. Конан замечает идущую из кранов воду и еду. Гэнта и Мицухито оказываются пойманы, а Конан и Аюми находят потайную лестницу и следуют за старушкой, чтобы найти в подвале клетку, в которой сидит мужчина по имени Акио — сын убитого пять лет назад владельца, убивший его. Старушка же оказывается его матерью, помогшей скрыть преступление и удерживающей теперь Акио против воли, чтобы он осознал свое преступление и искупил его. Конану удается убедить и мать, и сына сдаться полиции, чтобы по-настоящему искупить свои преступления. Позже «Молодые детективы» решают исследовать другой заброшенный особняк, из которого пропал живший там в одиночестве подросток — резиденцию Кудо. | |                  |                 |
| 21 | Убийство на съёмках «TV Dorama Roke Satsujin Jiken» (TVドラマロケ殺人事件)                                                      | —                | 24 июня 1996    |
| Ёко Окино просит Когоро, Ран и Конана принять участие в съёмках её нового фильма. После обеда находят зверски убитого оператора. Однако перед смертью убитый смог оставить подсказку, указывающую на его убийцу. | |                  |                 |
| 22 | Убийства на роскошном лайнере, часть первая «Gōka Kyakusen Renzoku Satsujin Jiken (Zenpen)» (豪華客船連続殺人事件(前編))        | 20-25 (3 том)    | 1 июля 1996     |
| Когоро, Ран и Конан, пропустившие последний паром в Токио, просятся на круизный лайнер. Там они знакомятся с богатым и влиятельным кланом. Внучка главы клана собирается выйти замуж за молодого человека, однако глава клана против этой свадьбы. Через некоторое время старика находят мертвым в каюте. Подозрение падает на жениха. | |                  |                 |
| 23 | Убийства на роскошном лайнере, часть вторая «Gōka Kyakusen Renzoku Satsujin Jiken (Kōhen)» (豪華客船連続殺人事件(後編))         | 20-25 (3 том)    | 8 июля 1996     |
| После того, как был убит ещё один член клана, а другой ранен, Конан понимает, кто всё-таки настоящий убийца. | |                  |                 |
| 24 | Загадочная женщина с амнезией «Nazo no Bijo Kioku Sōshitsu Jiken» (謎の美女記憶喪失事件)                                        | —                | 15 июля 1996    |
| Пойманный Когоро преступник сбегает из тюрьмы. Ран думает, что сбежавший захочет отомстить тому, кто посадил его за решётку, и вызывается быть телохранителем отца. Однако Когоро наплевательски относится к собственной безопасности. На улице они встречают странную потерявшую память женщину. | |                  |                 |
| 25 | Фальшивый выкуп «Itsuwari no Mino Shiro Kin Yūkai Jiken» (偽りの身代金誘拐事件)                                                 | —                | 22 июля 1996    |
| Одноклассница Ран похищена. Полиция не может найти похитителя. Самопровозглашённый «Великий Детектив» Когоро Мори берётся найти похитителя. | |                  |                 |
| 26 | Убийство пса по кличке Джон «Aiken Jon Satsujin Jiken» (愛犬ジョン殺人事件)                                                     | —                | 29 июля 1996    |
| Известный адвокат просит своего соседа присмотреть за собакой, пока он будет на работе. Неожиданно собака нападает на парня и загрызает его. Думая что во всём виновата собака, полиция принимает решение её усыпить. Но Конан, знакомый с псом с тех пор, как он, Синъити, был маленьким, не верит в беспричинную агрессию доброго пса. | |                  |                 |
| 27 | Убийство на встрече выпускников Когоро, часть первая «Kogoro no Dōsōkai Satsujin Jiken (Zenpen)» (小五郎の同窓会殺人事件(前編)) | 84-86 (9 том)    | 5 августа 1996  |
| Когоро встречается со своими бывшими товарищами по клубу дзюдо. Пока он вместе с Ран и Конаном идёт смотреть фейерверки, одного из его друзей убивают. | |                  |                 |
| 28 | Убийство на встрече выпускников Когоро, часть вторая «Kogoro no Dōsōkai Satsujin Jiken (Kōhen)» (小五郎の同窓会殺人事件(後編))  | 84-86 (9 том)    | 12 августа 1996 |
| Конан раскрывает дело, но он не торопиться усыплять Когоро. Ведь тот говорил, что поступится честью, если сам не выведет преступника на чистую воду. | |                  |                 |